# دهستان کرغند
دهستان کُرغُند دهستانی در بخش نیمبلوک شهرستان قائنات استان خراسان جنوبی ایران و مرکز آن روستای کرغند است. بر پایه سرشماری عمومی نفوس و مسکن در سال ۱۳۹۰ جمعیت این دهستان ۵۴۴۲ نفر (در ۱۵۷۸ خانوار) بوده‌است. این روستا زادگاه دکتر مهدی خِیّاطی می باشد. 
کرغند دهستانی است از توابع نیمبلوک، که در 65 کیلومتری باختر قاین وجود دارد. جمعیت مرکز دهستان کرغند بر اساس سرشماري عمومي نفوس و مسكن 1390 بالغ بر نهصد و چهل خانوار و جمعیتی بالغ بر ۳۳۰۰ نفر اعلام شده است.
طبق یکی از اسناد قدیمی مربوط به سال 1188 هجری قمری کرغند مزرعهای جزو ناحیه کردآباد بوده است. براساس این سند مشخص میشود که کرغند در حدود سال های 1188 هجری قمری به عنوان یک مزرعه بوده و کسی در آن سکونت نداشته؛ اما در سندی دیگر مربوط به سال 1209 هجری قمری که مربوط به وقفنامه مسجد جامع کرغند است مشخص میشود که چند سالی پیش از سال 1209 هجری قمری مردم در این مکان سکونت گزیدهاند و بنای اولیه کرغند را در محل کنونی پایهریزی کردهاند.
وجود باغها و تاکستانهای زیبا در کرغند
این دهستان دارای هشت روستای تابعه (خشکان ، کلاته ملا، گزنشک، کلاته سری، فضل‌آباد، خنج، برشک و درّه‌باز ) است. از آنجا که تمامی بناهای آن آجری و نوساز است و خانههای خشتی و گلی بسیار اندکند، دارای آب و هوایی معتدل و کوهستانی است که در بین دو کوه بزرگ به نام کمر کرغند و کمر سجاونگ واقع شده و دارای کاریزها و قناتهای بسیاری است که از مهمترین آنها  می‌توان به کاریز تنگل کرغند، محمدآباد، کردآباد و کلاته سادات اشاره کرد.
کرغند دارای باغها و تاکستانهای بسیاری است که مهمترین میوه آن انگور و بیشترین درختان آن بادام  و محصول عمدهاش غلّه و زعفران است.
صنایع دستی این روستا قالی، قالیچه، گلیم و جاجیم بوده که امروزه کمرنگ شده است. 
این روستا دارای یک مسجد جامع است، که بر اساس وقف نامه قدیمی تاریخ بنای آن به پیش از سال‌های 1209 هجری قمری می‌رسد. 
بنای اولیه این مسجد به صورت رواق با ستونهای عظیم بوده، که در حدود سال‌های 1342هجری شمسی بنای اولیه تخریب و بنای کنونی در همان محل ساخته شده است. 
روستای کرغند دارای پنج آب انبار نیز  است. همچنین آثاری از آسیاب‌های قدیمی در این دهستان به چشم می‌خورد ، که دو تا از این آسیاب ها به نامهای « آسیاب بالا » و «آسیاب کربلایی تقی» در تنگل کرغند وجود دارد.
آسیابهای دیگر به نام‌های « لِک لِکی» ، «ارباب ظاهر» ، «خدنگ» ، «سفالی» و «آسیاب نو» در پایین دهستان کرغند وجود دارند. حمام قدیمی در مرکز ده نیز از دیگر اماکن دیدنی این روستاست .
خانه تاریخی توکلی میراثی به جا مانده از قاجار در کرغند
در روستای کرغند مکانی به نام قلعه وجود دارد که متاسفانه هیچ آثاری از آن به جای نمانده ، اما طبق گفته قدیمیها دارای چهار برج بوده که دو برج در داخل قلعه و دو برج در خارج از قلعه وجود داشته است . 
این برجها برای محافظت از قلعه در زمان هجوم راهزن‌ها بکار میرفته و دارای یک درب ورودی بوده که دو شکاف در کنار آن قرار داشته است. 
در خارج از ده و در قسمتی به نام «دهنه» آثار دو برج قدیمی به نام‌های «شاه پسند» و «بیهودی» وجود دارد که در واقع برای محافظت از روستا بکار می‌رفته است .
خانه تاریخی توکلی کرغند متعلق به اواخر دوره قاجاریه بوده و نشان دهنده فرهنگ و تمدن این روستا است که دارای گچبریها و آثار هنری منحصر به فرد است. 

روستای کرغند به دلیل داشتن منازل مسکونی به ماسوله خراسان جنوبی مشهور است.[2]